# 살리아모나스 바나이티스

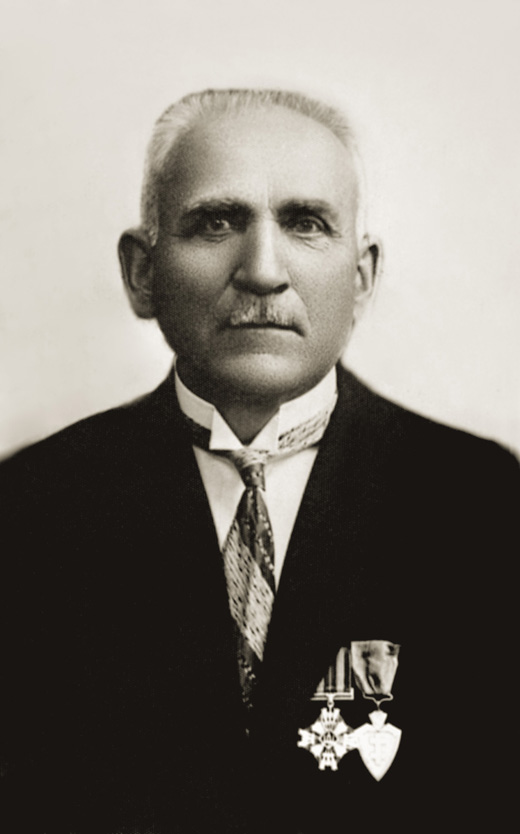
살리아모나스 바나이티스

살리아모나스 바나이티스(리투아니아어: Saliamonas Banaitis, 1866년 7월 15일~1933년 5월 4일)는 리투아니아의 교육자, 은행가이다. 리투아니아 독립 선언서에 서명한 20인 중 한 사람이다.